# Friedhelm Werremeier
Friedhelm Werremeier (* 30. Januar 1930 in Witten; † 14. November 2019 in Bad Bevensen) war ein deutscher Schriftsteller und Drehbuchautor. Er schrieb auch unter dem Pseudonym Jacob Wittenbourg.

## Biografie
Werremeier besuchte das Städtische Gymnasium für Jungen Witten und absolvierte eine Ausbildung an der Akademie für Publizistik in Aachen. Nach einem Volontariat bei der NRZ in Düsseldorf war er Reporter bzw. Redakteur bei verschiedenen Zeitungen und Zeitschriften, u. a. beim Stern und bei der Quick.
Bekannt wurde Werremeier etwa ab 1970 insbesondere als Krimi-Autor, der die Gestalt des Hauptkommissars Paul Trimmel kreierte (im Fernsehen bis 1982 von Walter Richter dargestellt); auch die Drehbücher zu zahlreichen Tatort-Folgen stammen von Werremeier. Außerdem legte Werremeier engagierte Untersuchungen herausragender Kriminalfälle mit (pädo)sexuellem Hintergrund und deren populistischer Aufarbeitung durch die Justiz vor; so war er noch vor Paul Moor der erste, der mit seinem Buch Bin ich ein Mensch für den Zoo? (1968) auf den Justizskandal im ersten Prozess gegen Jürgen Bartsch reagierte. Später beschäftigte er sich eingehend mit den Fällen von Erwin Hagedorn (Der Fall Heckenrose, 1975) und Fritz Haarmann (1992).
1993 erhielt Werremeier den Ehrenpreis des Friedrich-Glauser-Preises. Er lebte in Bad Bevensen, war verwitwet und hatte einen Sohn. Friedhelm Werremeier starb im November 2019 im Alter von 89 Jahren und wurde auf dem Friedhof von Bad Bevensen bestattet.

## Werke (Auswahl)
- Bin ich ein Mensch für den Zoo? Der Fall Jürgen Bartsch: Bericht über vier ermordete Kinder und den Jugendlichen, der sie getötet hat. Limes Verlag, Wiesbaden 1968
- Der Fall Heckenrose. Mit einem Nachwort von Rolf Bossi. Bertelsmann, München/Gütersloh/Wien 1975
- Haarmann. Nachruf auf einen Werwolf – die Geschichte des Massenmörders Friedrich Haarmann, seiner Opfer und seiner Jäger. vgs, Köln 1992
  - als TB: Haarmann. Der Schlächter von Hannover – die grauenvollen Verbrechen des berüchtigten Serienmörders. Heyne, München 1995. ISBN 3-453-08907-3.
- Brain Trust. Kriminalerzählungen. Piper, München und Zürich 1994
- Alles Glück dieser Erde. Roman zur ARD-Fernsehserie, mit Richard Mackenrodt. Piper, München und Zürich 1994
- Zwei Kriminalstorys. Klett, Stuttgart 2000
- Taxi nach Leipzig. Kriminelle Sittengeschichte Deutschlands (1970). Roman. Edition Köln – Peter Faecke (Krimi & Co.), Köln 2008[2]

### EinigeTrimmel-Romane
1. Ich verkaufe mich exklusiv, rororo Thriller, Reinbek 1968 (verfilmt 1969 als Exklusiv!, später in die Tatort-Reihe eingefügt)
2. Taxi nach Leipzig, rororo thriller, Reinbek 1970 (auch allererster „Tatort“-Krimi am 29. November 1970)
3. Ohne Landeerlaubnis, rororo thriller, Reinbek 1971
4. Der Richter in Weiß, rororo thriller, Reinbek 1971
5. Platzverweis für Trimmel, rororo thriller, Reinbek 1972
6. Ein EKG für Trimmel, rororo thriller, Reinbek 1972
7. Trimmel macht ein Faß auf, rororo thriller, Reinbek 1973
8. Treff mit Trimmel, rororo thriller, Reinbek 1974 (Kriminalstories)
9. Trimmel und der Tulpendieb, rororo thriller, Reinbek 1974
10. Trimmel hält ein Plädoyer, rororo thriller, Reinbek 1976
11. Hände hoch, Herr Trimmel!, rororo thriller, Reinbek 1976
12. Trimmel hat Angst vor dem Mond, rororo thriller, Reinbek 1977 (Kriminalstories)
13. Trimmel und Isolde, rororo thriller, Reinbek 1980
14. Trimmel und das Finanzamt, Heyne, München 1982
15. Trimmels letzter Fall, Pendragon, Bielefeld 2009

Weitere Kriminalerzählungen von Werremeier sind in Krimi-Anthologien erschienen.

## Filmografie (Auswahl)
- 1969: Tatort: Exklusiv!
- 1970: Tatort: Taxi nach Leipzig
- 1971: Tatort: AE612 ohne Landeerlaubnis
- 1971: Tatort: Der Richter in Weiss
- 1972: Tatort: Rechnen Sie mit dem Schlimmsten
- 1973: Tatort: Platzverweis für Trimmel
- 1974: Tatort: Gift
- 1976: Tatort: Trimmel und der Tulpendieb
- 1978–1979: Kläger und Beklagte
- 1982: Tatort: Trimmel und Isolde
- 1985: Tatort: Baranskis Geschäft
- 2016: Tatort: Taxi nach Leipzig (Gastauftritt als Komparse)